# École nationale supérieure des mines de Saint-Étienne
Die École nationale supérieure des mines de Saint-Étienne ist eine französische Universität, grande école, die 1816 gegründet wurde und ihren Sitz in Saint-Étienne hat. Zu den Zielen der Universität gehört es, die Entwicklung ihrer Studierenden und Unternehmen durch ein breites Spektrum an Studiengängen und Forschungsbereichen zu unterstützen, von der Erstausbildung der generalistischen ingénieurs civils des mines bis hin zur Doktorandenausbildung; von der Materialwissenschaft bis zur Mikroelektronik über Verfahrenstechnik, Mechanik, Umwelt, Bauingenieurwesen, Finanzen, Informatik und Gesundheitstechnik.
Die Schule wurde am 2. August 1816 auf Geheiß von Ludwig XVIII. gegründet.

## Diplome Mines Saint-Étienne
- Master Ingénieur Mines Saint-Étienne
- Masters Forschung Ingenieurwissenschaft
- Masters Professional Ingenieurwissenschaft
- Graduiertenkolleg: PhD Doctorate
- Mastère spécialisé

## Berühmte Lehrer
- Louis-Antoine Beaunier (1779–1835), Gründer und erster Direktor
- Claude Burdin (1788–1873), französischer Ingenieur und Professor
- Alfred-Marie Liénard (1869–1958), französischer Physiker und Ingenieur
- Conrad Schlumberger (1878–1936), französischer Geophysiker und Geologe

## Berühmte Absolventen
- Jules Garnier (1839–1904), französischer Geologe und Ingenieur
- Philippe Capdenat (* 1934), französischer Komponist und Musikpädagoge
- Mahamadou Issoufou (* 1952), nigrischer Politiker
- Hakima El Haité (* 1963), marokkanische Politikerin
- Tadeusz Nowicki (* 1958), polnischer Unternehmer